# Marcel Hic
Marcel Hic (Paris, 30 de abril de 1915 - Campo de concentração de Ellrich, 28 de dezembro de 1944) foi um militante trotskysta francês.
Em 1933, aos 18 anos, se une à Liga Comunista, se tornando membro ativo das Juventudes Leninistas. No ano seguinte, acompanha a decisão da Liga Comunista de se integrar à Secção Francesa da Internacional Operária (SFIO), de onde é expulso em janeiro de 1936, junto com todos os integrantes do grupo Bolchevique-Leninista, que editava o jornal A Verdade. Já no mês seguinte, participou, então, junto com Pierre Naville, da criação do Partido Operário Internacionalista (POI), tornando-se um dos seus principais dirigentes.
A partir de 30 de agosto de 1940, passa a ser o editor do jornal A Verdade, publicado pelos Comitês Franceses pela Quarta Internacional. Esta foi a primeira publicação clandestina da imprensa francesa e o primeiro jornal da Resistência Francesa. Marcel Hic foi o responsável pela publicação até sua prisão em outubro de 1943.
Em 1942 escreveu Teses sobre a Questão Nacional, onde defende que os trotskystas franceses deveriam incluir slogans democráticos em sua agitação política e a participação destes nas lutas partisans.
Em outubro de 1943 foi preso e torturado pela Gestapo por distribuir o jornal em alemão Trabalhador e Soldado, em que defendia a confraternização revolucionária entre as tropas de ocupação e os trabalhadores franceses. Em janeiro de 1944 foi deportado para o Campo de concentração de Buchenwald e para Mittelbau-Dora em março. Morreu em dezembro do mesmo ano, enquanto era transferido para o campo de Ellrich.
Foi reconhecido como membro da rede Thermopyle das Forças Combatentes Francesas.